# Eltura
Eltura (gruz. ელტურა; oset. Елтъура; ros. Елтура, Jełtura) – wieś w Osetii Południowej, w rejonie Cchinwali. 
Ze wsią związane jest nazwisko Gobozowów.